# Okres Detva
Okres Detva je jedním z okresů Slovenska. Leží v Banskobystrickém kraji, tvoří centrální část. Na severu hraničí s okresem Zvolen a Brezno, na jihu s okresem Veľký Krtíš, Lučenec a Poltár.